# Bollullos Par del Condado
Bollullos Par del Condado là một thị xã và đô thị ở tỉnh Huelva, Tây Ban Nha. Theo điều tra dân số năm 2005, đô thị này có 13.335 dân (mật độ 266,7 người/km²) và diện tích 50 km².

## Dân số
| 1999   | 2000   | 2001   | 2002   | 2003   | 2004   | 2005   |
| ------ | ------ | ------ | ------ | ------ | ------ | ------ |
| 12,727 | 12,822 | 12,872 | 12,965 | 13,041 | 13,143 | 13,335 |

Nguồn: INE (Tây Ban Nha)